# Swiss Indoors 2005
Lo Swiss Indoors 2005, noto anche come Davidoff Swiss Indoors per motivi di sponsorizzazione, è stato un torneo di tennis giocato sul cemento indoor.
È stata la 36ª edizione dell'evento e faceva parte delle International Series nell'ambito dell'ATP Tour 2005.
Il torneo si è giocato alla St. Jakobshalle di Basilea, in Svizzera, dal 24 al 30 ottobre 2005.

## Campioni

### Singolare
Fernando González ha battuto in finale  Marcos Baghdatis con il punteggio di 6(8)–7, 6–3, 7–5, 6–4

### Doppio
Agustín Calleri /  Fernando González hanno battuto in finale  Stephen Huss /  Wesley Moodie con il punteggio di 7–5, 7–5